# الأمير إيمانويل، دوق فاندوم
الأمير إيمانويل، دوق فاندوم (بالفرنسية: Emmanuel d'Orléans)‏ (18 يناير 1872 - 1 فبراير 1931) كان من العائلة المالكة الفرنسية من بيت اورليانز وهو والد ماري لويز أميرة أورليان.